# Goły Wierch Jaworowy
Goły Wierch Jaworowy (słow. Holý vrch) – mało wybitne, porośnięte lasem wzniesienie o wysokości ok. 1389 m n.p.m. (starsze pomiary podają wysokość 1359 m) znajdujące się w południowo-wschodnim ramieniu Szerokiej Jaworzyńskiej w słowackiej części Tatr Wysokich. Od sąsiedniego Babosia, który znajduje się nieco na południe, Goły Wierch Jaworowy oddzielony jest płytkim siodłem Niżniej Babosiej Przełęczy. Na wierzchołek Gołego Wierchu Jaworowego nie prowadzą żadne znakowane szlaki turystyczne, ponieważ należy on do obszaru ochrony ścisłej, którym objęty jest cały masyw Szerokiej Jaworzyńskiej.
Goły Wierch Jaworowy stanowi najbardziej wysunięte na północ wzniesienie południowo-wschodniego ramienia Szerokiej Jaworzyńskiej. U jego wschodnich podnóży, w dolnej części Doliny Jaworowej, znajduje się Gałajdówka – duża polana, ponad którą góruje masyw Murania.
Pierwsze wejścia na wierzchołek Gołego Wierchu Jaworowego nie są udokumentowane, był on odwiedzany od dawna przez myśliwych i pasterzy.